# Ponte Mammolo

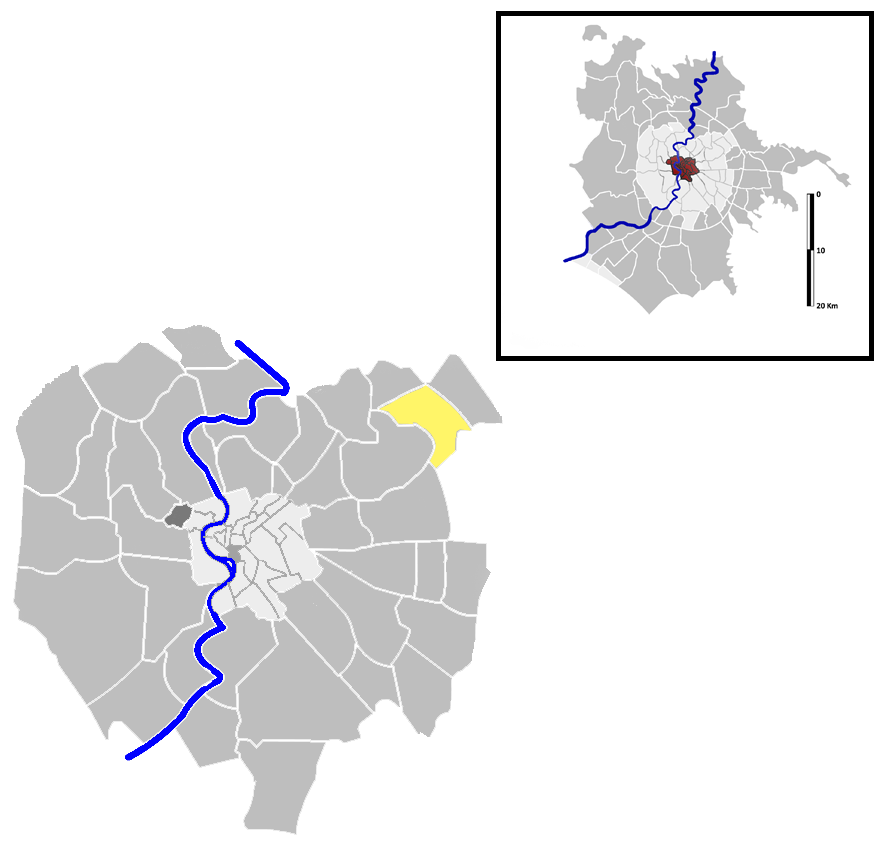
Quartiere Ponte Mammolo

Ponte Mammolo é o vigésimo-nono quartiere de Roma e normalmente indicado como Q. XXIX. Seu nome é uma referência a uma ponte romana do século V conhecida como Pons Mammeus ou Marmoreus. Outra hipótese é que "mammeus" seja uma referência a Júlia Mameia, a poderosa mãe do imperador Alexandre Severo, que bancou a restauração da ponte.

## Geografia
O quartiere Ponte Mammolo está localizado na região nordeste da cidade. Suas fronteiras são:
- ao norte está o quartiere Q. XXVIII Monte Sacro Alto, separado pela Via Nomentana, da Via Giovanni Zanardini até a Via del Casale di San Basilio.
- a leste está o quartiere Q. XXX San Basilio, separado pela Via del Casale di San Basilio inteira, da Via Nomentana até a Via Tiburtina.
- ao sul está a zona Z. VII Tor Cervara, separada pela via Tiburtina, da Via del Casale di San Basilio até a Viale Palmiro Togliatti.
- a oeste está o quartiere Q. XXI Pietralata, separado pelo começo da Via Tiburtina, pela Via Casal de' Pazzi inteira, uma parte da Viale Egidio Galbani, um pedaço da Viale Kant e pela Via Giovanni Zanardini inteira até a Via Nomentana.

## História
Uma lenda popular conta que Aníbal interrompeu sua marcha a Roma nesta zona. Foi ali também que ocorreu o encontro do papa Pascoal II (r. 1099-1118) e Henrique V. Em 1849, a ponte romana foi destruída pelos franceses durante os combates contra a fugaz República Romana. Depois, por conta do elevado custo da restauração, foi decidido construir uma outra ponte. Na década de 1990, foi construída uma terceira ponte, tornando a ponte anterior obsoleta.

## Vias e monumentos
- Nuovo Ponte Mammolo
- Parco regionale urbano di Aguzzano
- Ponte della Cecchina (destruída)[2]
- Riserva naturale Valle dell'Aniene
- Torraccio della Cecchina[3]
- Via Nomentana
- Via Tiburtina

### Antiguidades romanas
- Ponte Mammolo
- Villa di Ripa Mammea

## Edifícios

### Palácios evillas
- Casal de' Pazzi[4]
- Casale di Rebibbia (ou Casale la Vannina)[5]
- Casale di San Basilio
- Casale Vecchio di Aguzzano[6]
- Villa Farinacci

### Outros edifícios
- Carcere di Rebibbia
- Ex fabbrica di penicillina LEO Roma[7]
- Museo di Casal de' Pazzi
- Quartiere Ponte Mammolo INA Casa[8]

### Igrejas
- Sacro Cuore di Gesù a Ponte Mammolo
- San Gelasio I papa
- Santa Maria Maddalena de' Pazzi
- Chiesa di San Liborio